# Rozdolne (rejon kachowski)
Rozdolne (ukr. Роздольне) – wieś na Ukrainie, w obwodzie chersońskim, w rejonie kachowskim, w hromadzie Kachowka. W 2001 liczyła 2482 mieszkańców, spośród których 2118 wskazało jako ojczysty język ukraiński, 346 rosyjski, 2 bułgarski, 2 białoruski, 1 ormiański, 3 romski, 3 niemiecki, a 7 inny.